# مسعدة
مسعدة (به عربی: مسعدة) یک منطقهٔ مسکونی در سوریه است که در شهرستان القنیطرة واقع شده‌است.